# Beccati questo!
Beccati questo! (You Gotta See This) è un reality show statunitense, prodotto nel 2012 da Comcast Entertainment Group per la Nickelodeon.
Il programma mostra dietro le quinte, interviste a celebrità e scherzi.
L'anteprima viene trasmesso negli USA il 21 luglio 2012, condotto da Noah Crawford e Chris O'Neal.
Sono stati prodotti 17 episodi, ma dopo i primi 13 Nickelodeon ha deciso di sospendere la messa in onda della serie.
In Italia è stato trasmesso sia su TeenNick che su Super!